# Francesc Xavier Ferran i Brugués
Francesc Xavier Ferran i Brugués (Barcelona, 6 de desembre de 1915) fou un fotògraf català.

## Biografia
Ja des de molt jove aprengué l'ofici de fotògraf al costat del seu pare, el també fotògraf Artur Ferran i Albareda. Iniciada la guerra va ser destinat al front d'Aragó, exactament a Siètamo a la 31a Divisió. Des d'aquest lloc, i coneguda la seva capacitació com a fotògraf, va ser autoritzat pel Comissariat de guerra de la divisió a cobrir fotogràficament aspectes diversos sobre la vida del soldat al front, així com a fer reproduccions de cartells, murals i imatges d'altres fotògrafs. Aquest material havia de ser destinat a l'exposició del Comissariat de Propaganda de la Generalitat de Catalunya, que es va celebrar a l'Avinguda de la Llum l'hivern de 1937.

## Fons
El seu fons es conserva a l'Arxiu Nacional de Catalunya. Està compost pel material produït per Artur Ferran i el seu fill Francesc Xavier Ferran i Brugués al llarg de la seva vida professional. Amb un total de 12.057 negatius fotogràfics de gran format (10x15,13x18 i 18x24) que corresponen a les tasques com a especialistes en fotografia comercial i industrial que exerciren des del seu taller del carrer Muntaner de Barcelona. Les seves fotografies, de gran qualitat, recullen una mostra quasi exhaustiva, de les principals empreses catalanes del primer terç del segle xx, en sectors tan diversos com la construcció, comerç, indústria automobilística, banca o ràdio i amb clients tan reconeguts com el Balneari Blancafort, els Magatzems Capitolio, Mirúrgia, Radio Barcelona, Banco Español de Crédito, Unión Suiza o La voz de su Amo. Igualment s'inclouen 155 negatius i 28 còpies en paper corresponents al material que Francesc Xavier Ferran i Brugués va produir durant la guerra civil espanyola l'any 1937, per a l'exposició que el Comissariat de Propaganda de la Generalitat de Catalunya organitzà a l'Avinguda de la Llum.